# 奈良県を舞台とした作品一覧
奈良県を舞台とした作品一覧（ならけんをぶたいとしたさくひんいちらん）では、奈良県内をモチーフまたはロケーションとした小説、ドラマ、映画、漫画、アニメーションなどを記述する。

## 文芸作品（小説、古典、童話、随筆、歌集）
- RDG レッドデータガール（荻原規子）
- あおによし（北村篤子）
- 明日香幻想（朝香祥）
- 明日香・幻想の殺人（西村京太郎）
- 明日香の皇子（内田康夫）
- 飛鳥の怨霊の首（吉村達也）
- 雨蛙　転生（志賀直哉）
- 天の川の太陽（黒岩重吾）
- 斑鳩の里殺人事件（斎藤栄）
- 斑鳩物語（高浜虚子）
- イナズマごうがやってきた（小林豊）
- 犬と笛（芥川龍之介）
- 役の行者（坪内逍遥）
- 街道をゆく１、7、12、24（司馬遼太郎）
- 火定（澤田瞳子）
- 「春日大社の秘密」殺人事件（吉岡道夫）
- 風の王国（五木寛之）
- 風の中の櫻子（内田康夫）
- 語りだす奈良（西山厚）
- 神様の御用人（浅場なつ）
- 唐衣（梓澤要）
- カンナ 飛鳥の光臨（高田崇史）
- カンナ 吉野の暗闘（高田崇史）
- 桓武天皇 平安の覇王（三田誠広）
- 球形の荒野（松本清張）
- 境界の彼方（鳥居なごむ）
- 霧こそ闇（仲町六絵）
- 剣の天地（池波正太郎）
- 見仏記（いとうせいこう、みうらじゅん）
- 古事記
- コタンの女（上野凌弘）
- 古寺巡礼（和辻哲郎）
- 西光万吉人と思想（師岡祐輔）
- 作者不詳 ミステリ作家の読む本（三津田信三）
- さよならよこんにちは（円居挽）
- 更級日記
- 鹿男あをによし（万城目学）
- 死者の書（折口信夫）
- 私本太平記（吉川英治）
- 正倉院の秘宝（梓澤要）
- 聖徳太子（亀井勝一郎）
- 聖徳太子 日と影の王子（黒岩重吾）
- 新太平記（山岡荘八）
- 新十津川物語（川村たかし）
- 新・平家物語（吉川英治）
- 神話の里の殺人事件（西村京太郎）
- 青雲の大和（八木荘司）
- 世間胸算用（井原西鶴）
- 曽我の娘の古事記（周防柳）
- 太平記
- 筒井順慶（筒井康隆）
- 天河伝説殺人事件（内田康夫）
- 天智天皇（徳永真一郎）
- 天平の甍（井上靖）
- 天平の女帝（玉岡かおる）
- 東大寺お水取り殺人事件（吉岡道夫）
- 東大寺物語（池田小菊）
- 十津川温泉殺人事件（吉村達也）
- 十津川村天誅殺人事件（西村京太郎）
- 十津川物語（一柳征四郎）
- 豊臣秀長（堺屋太一）
- 虎の城（火坂雅志）
- 中大兄皇子伝（黒岩重吾）
- 奈良飛鳥園（島村利正）
- 奈良・斑鳩の里殺意の怪（大谷羊太郎）
- 奈良いにしえの殺人（木谷恭介）
- 奈良「ささやきの小道」殺人（本岡類）
- 奈良登大路町 妙高の秋（島村利正）
- 奈良まちはじまり朝ごはん（いぬじゅん）
- 奈良町ひとり陰陽師（仲町六絵）
- 平城山を超えた女（内田康夫）
- 奈良吉野山万葉の殺人（石川真介）
- 南紀十津川殺人ライン（石川真介）
- 南大門の墨壺（岩井三四二）
- 日本書紀
- 額田姫王（上野凌弘）
- 額田女王（井上靖）
- 野ざらし紀行（松尾芭蕉）
- 廃校先生（浜口倫太郎）
- 覇王の神殿（伊東潤）
- 橋のない川（住井すゑ）
- 箸墓幻想（内田康夫）
- 遥かなる大和（八木荘司）
- 微笑の儀式（松本清張）
- 火の路（松本清張）
- 美貌の女帝（永井路子）
- 平家物語
- 平城京（安部龍太郎）
- ポースケ（津村記久子）
- ポトスライムの舟（津村記久子）
- まひるの月を追いかけて（恩田陸）
- 万葉集
- 水魑の如き沈むもの（三津田信三）
- 宮本武蔵（吉川英治）
- 柳生石舟斎（山岡荘八）
- 柳生宗規（山岡荘八）
- 柳生宗矩（徳永真一郎）
- 大和路（堀辰雄）
- 大和維新（植松三十里）
- 大和いにしえの殺人（木谷恭介）
- 大和路首切り地蔵殺人事件（和久峻三）
- 大和路古寺風物詩（亀井勝一郎）
- 大和路鉢かづき姫殺人（野村正樹）
- 大和国風土記
- 闇の左大臣（黒岩重吾）
- 吉野葛（谷崎潤一郎）
- 芳野三絶
- 吉野十津川殺人事件（小谷恭介）
- 吉野の朝霧 北畠親房（明石鉄也）
- 吉野の鼻殺人事件（吉村達也）
- 吉野山千本桜殺人事件（和久峻三）
- 与楽の飯 東大寺造仏所炊事場私記（澤田瞳子）
- 落日の王子（黒岩重吾）
- 龍華記（澤田瞳子）
- 私を殺さないで（浜口倫太郎）
- 奈良町バーテンダー物語 (永野春樹)
- 奈良町あやかし万葉茶房 (遠藤遼)
- 蛇鏡（坂東眞砂子）

## テレビドラマ
- あおによし
- 秋篠の女
- あすか
- 仮面ライダー響鬼
- 三都結婚物語 奈良編
- 鹿男あをによし
- 聖徳太子
- 新十津川物語
- 新・平家物語
- スターの恋人
- 税務調査官・窓際太郎の事件簿29
- 大化改新
- 大仏開眼
- 太平記
- ダイヤモンドの恋
- 額田女王
- 花のいのち
- 春の坂道
- 松本清張スペシャルドラマ微笑の儀式
- 万葉ラブストーリー
- 万葉の娘たち
- 源義経
- 都の風
- 武蔵 MUSASHI
- 義経
- 吉野物語
- 火の鳥(2004年版)

## 映画
- 茜色の約束
- あの手この手
- 男はつらいよ
- 男はつらいよ 寅次郎物語
- ガメラ3
- 球形の荒野
- 好人好日
- 死者の書
- 沙羅双樹
- スパイ・ゾルゲ
- 大佛開眼
- 月は上りぬ
- 天使のいる図書館
- 天平の甍
- 忍ジャニ参上!未来への戦い!
- 麦秋
- 橋のない川
- 花の袋
- 春の雪
- 東の狼
- 火の鳥 鳳凰編
- 二人の可愛い逃亡者
- 変幻退魔夜行 カルラ舞う! 奈良怨霊絵巻
- 豊饒の海
- 光男の栗
- 宮本武蔵 二刀流開眼
- 宮本武蔵 般若坂の決斗
- 萌の朱雀
- 殯の森
- 羅生門
- ラスト サムライ
- すくってごらん
- ペンギン・ハイウェイ
- 火の鳥(鳳凰編)
- 宇宙皇子 地上編
- 霧の淵

## 漫画
- RDG レッドデータガール
- あをによし それもよし
- ウマのハナムケ
- おジャ魔女どれみドッカ〜ン!
- 恋せよキモノ乙女
- コミック太平記 (横山まさみち)
- 咲-Saki-
- 14歳の里山レシピ 東吉野で、いただきます。（元町夏央）[1]
- 聖徳太子（池田理代子）
- すくってごらん
- ソーダむらの村長さん
- 超劇画 聖徳太子
- 天智と天武-新説・日本書紀-
- 日出処の天子
- 火の鳥 (漫画) ヤマト偏、鳳凰編
- 魔法先生ネギま! 修学旅行編
- 六三四の剣
- YAIBA

## テレビアニメ
- RDG レッドデータガール
- おジャ魔女どれみドッカ〜ン! 11話
- 境界の彼方
- 剣勇伝説YAIBA
- 咲-Saki- 阿知賀編 episode of side-A
- じゃりン子チエ(第27話)
- トニカクカワイイ
- ハイスコアガール 7話
- 魔法先生ネギま! (アニメ)
- 六三四の剣

## OVA
- コイ☆セント
- 火の鳥・ヤマト編

## 音楽
- カンパノロジー
- 建・TAKERU
- 大佛讃歌
- 大仏と鹿
- 大仏なら
- 塔の春
- 七つの俳諧
- 奈良の春日野
- 女人荒野
- 涅槃交響曲
- まほろば
- 三津山
- 大和路の恋
- 旅愁〜斑鳩にて〜
- 若草山のファンファーレ

## 舞台・演芸作品
- あしびきの山の雫に
- 飛鳥夕映え
- 井筒
- 妹背山婦女庭訓
- 壺坂霊験記
- 雲雀山
- 冥途の飛脚
- 義経千本桜

## ラジオドラマ
- 蒼き風が吹くとき（NHK-FM特集オーディオドラマ）
- いまはむかし～竹取り異聞（NHK-FM 青春アドベンチャー）
- 三月の花嫁 on ドラマティックロード（FM大阪）
- ディス・イズ・ザ・デイ（NHK-FM　青春アドベンチャー）
- 春麻呂の夢（NHK-FM 特集オーディオドラマ）
- 吉野雛（NHK-FM FMシアター）

## 絵画
- 春日権現験記
- 春日南円堂曼荼羅図
- 春日宮曼荼羅図
- 春日鹿曼荼羅図
- 聖徳太子絵伝
- 大仏縁起絵巻
- 大仏殿（琴塚英一）
- 東大寺縁起
- 二月堂縁起
- 二月堂曼荼羅
- 長谷寺縁起絵巻
- 法隆寺（平山郁夫）
- 三輪山絵図
- 薬師寺（平山郁夫）
- 大和国原（絹谷幸二）
- 黎明薬師寺（平山郁夫）

## ドキュメンタリ－
- NHK特集「奈良・お水取り」
- プロジェクトX
  - 第25回「幻の金堂ゼロからの挑戦～薬師寺・鬼の名工と若武者たち～」
  - 第144回「南大門仁王像大修理～運慶に挑んだ30人～」